# Biffarius lewtonae
Biffarius lewtonae is een tienpotigensoort uit de familie van de Callianassidae. De wetenschappelijke naam van de soort is voor het eerst geldig gepubliceerd in 1994 door Ngoc-Ho.